# Gerard van Opstal
Gerard of Gérard van Opstal (Brussel, ca. 1594 - Parijs, 1668) was een Zuid-Nederlandse beeldhouwer die vooral actief was in Frankrijk.

## Geschiedenis
Gerard van Opstal werd geboren als een zoon van Anton van Opstal. Hij ging in de leer bij Nicolaes Diedon in 1621. Vanaf 1635 ging hij werken in Antwerpen en was hij de partner en de schoonzoon van beeldhouwer Johannes van Mildert. Omstreeks 1636 werd hij opgenomen in het Sint-Lucasgilde van de stad. In 1642 was hij een gevestigde naam als beeldhouwer en werd hij door het stadsbestuur ingehuurd om het Christusbeeld te vervaardigen dat moest staan op het Falconplein in Antwerpen.
Later verhuisde Van Opstal naar Parijs waar hij in dienst kwam aan het koninklijk hof. Aan het hof werkte hij onder meer samen met de Franse beeldhouwer Jacques Sarazin. Een van zijn bekendste werken in Parijs waren zijn beeldhouwwerken die de Porte Saint-Antoine versierden. Opstal was een van de oprichters van de Académie royale de peinture et de sculpture.

## Galerij

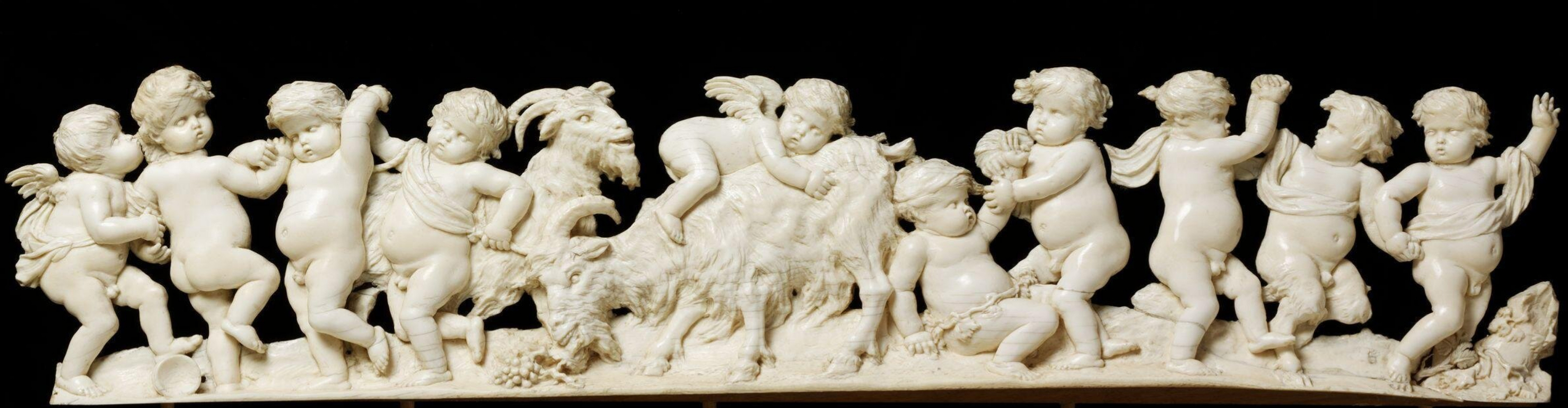
Bacchanaal
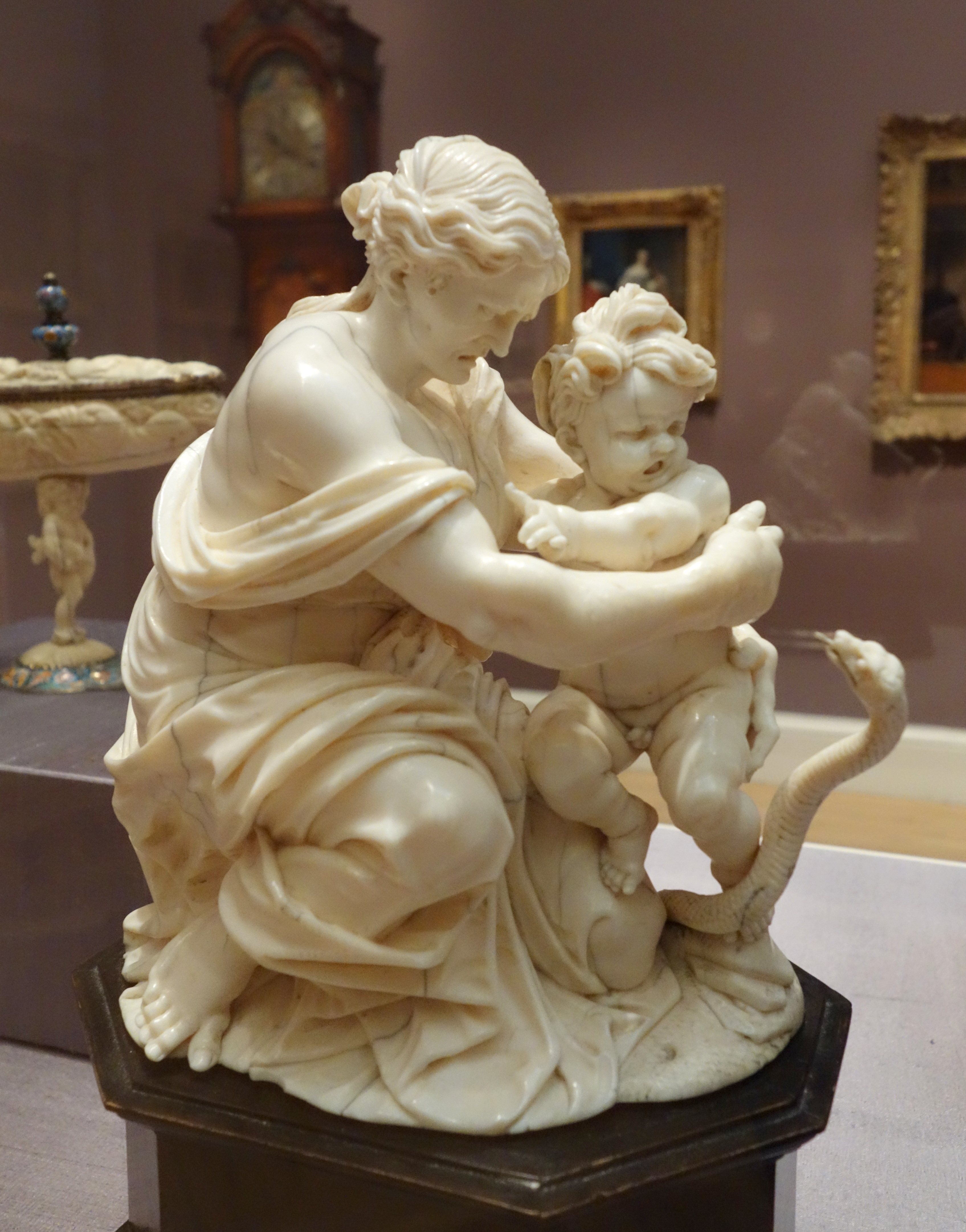
De jonge Herakles met de slang
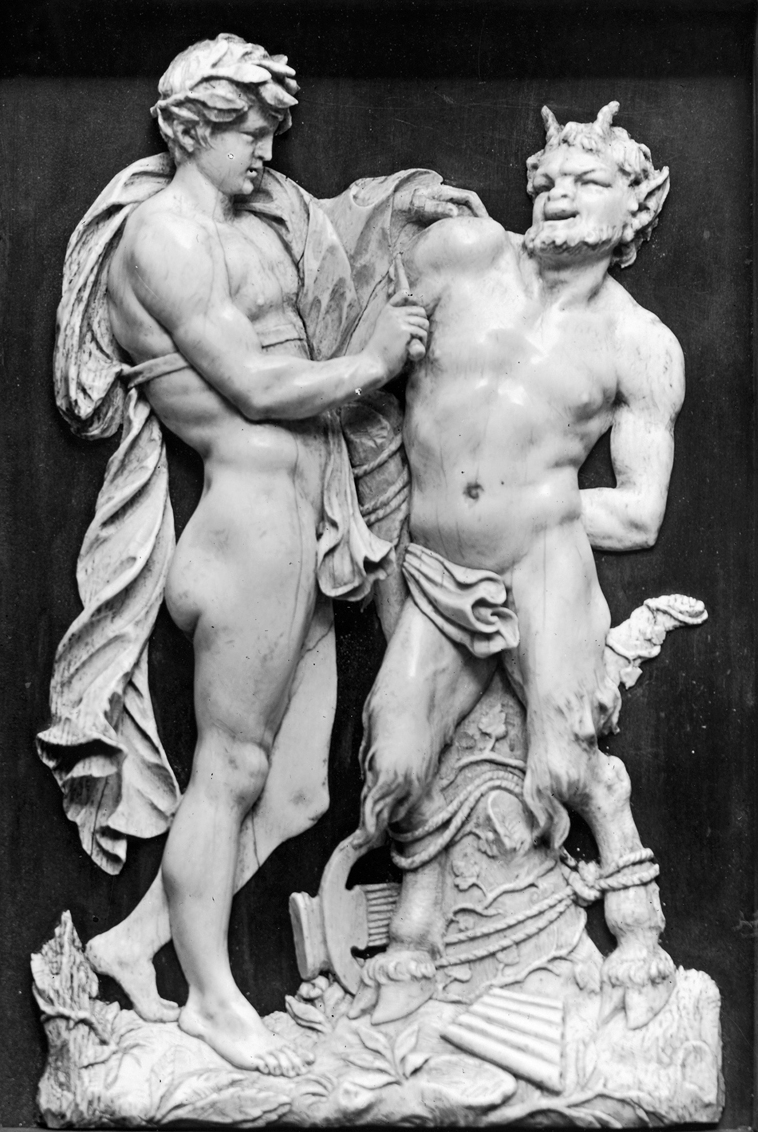
Apollo en Marsyas
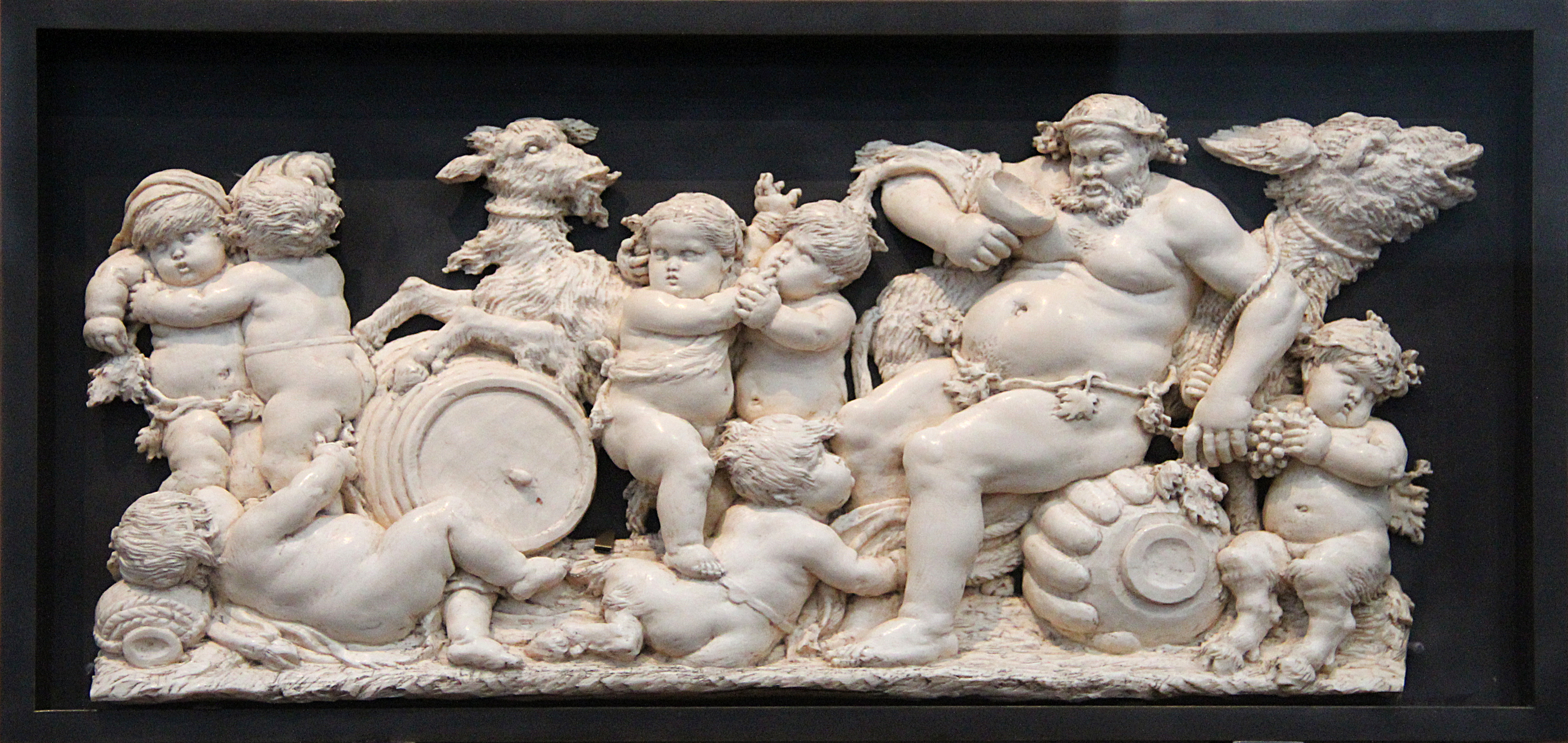
De dronkenschap van Silenus